# Mionandra
Mionandra é um género botânico pertencente à família Malpighiaceae.

## Espécies
- Mionandra argentea Griseb.
- Mionandra camareoides Griseb.

1. ↑  «Mionandra — World Flora Online». www.worldfloraonline.org. Consultado em 19 de agosto de 2020